# Краковія (футбольний клуб)
«Крако́вія» (пол. Cracovia) — професійний польський футбольний клуб з міста Краків. Заснований 13 червня 1906 року. Найстарший польський футбольний клуб, що безперервно функціонує дотепер. 5-разовий чемпіон країни (1921, 1930, 1932, 1937, 1948).

## Історія
13 червня 1906 року студентами краківських вищих шкіл був заснований клуб, який отримав назву «Академічний Клуб Футболістів», а у вересні перейменований на «АКФ Краковія». На початку існування проводив товариські зустрічі. У березні 1907 року до клубу приєднався інший краківський клуб «Біло-Червоні».
Один з співзасновників союзу польського футболу у 1911 році, а після відновлення незалежності польського футбольного союзу у 1919 році.
Учасник та переможець першого чемпіонату Галичини 1913 року.
У 1921 році «Краковія» дебютувала у чемпіонаті Польщі, здобувши титул чемпіона.
У 1948 рішенням польських влад багато клубів розформовано і організовано галузеві клуби на зразок радянських команд. «Краковія» була перейменована на «ЗКС Краковія», а потім на «Оґніво-Краковія», «Оґніво» і «Спарта Краків».
У 1955 році повернено історичну назву «Краковія». У 1928–1935, 1937–1939, 1947–1954, 1958–1959, 1961–1962, 1966/67, 1969/70, 1982–1984 роках команда виступала у І лізі. Від сезону 2004/05 знову виступає у Екстракласі. У 1983 році команда дебютувала в європейських турнірах.
Найвідомішим уболівальником клубу був Папа Римський Іван-Павло II, який відвідував ігри «Краковії» як під час навчання у краківському Яґеллонському університеті, так і пізніше — у 1950-х і 60-х роках вже у сані єпископа. У часи свого понтифікату Папа прийняв делегацію клубу на авдієнції у Ватикані.
Головний суперник — краківська «Вісла». Їхнє протистояння вважають найпринциповішим дербі Польщі, ще з 1920-х років воно отримало назву «Священна війна».

### Назва
Колишні назви:
- 13.06.1906: АКФ (пол. AKF [Akademicki Klub Footballistów])
- 09.1906: АКФ Краковія (пол. AKF Cracovia)
- 1907: КС Краковія (пол. KS [Klub Sportowy] Cracovia)
- 1948: ЗКС Краковія (пол. ZKS [Związkowy Klub Sportowy] Cracovia)
- 1949: ЗКС Огніво-Краковія (пол. ZKS Ogniwo-Cracovia)
- 1949: ЗКС Огніво (пол. ZKS Ogniwo)
- 1950: ЗКС Огніво МПК Краків (пол. ZKS [Związkowe Koło Sportowe] Ogniwo MPK Kraków)
- 1952: ТКС Огніво МПК Краків (пол. TKS [Terenowe Koło Sportowe] Ogniwo MPK Kraków)
- 1954: ТКС Спарта Краків (пол. TKS Sparta Kraków)
- 1955: КС Краковія (пол. KS Cracovia)
- 1957: СКС Краковія (пол. SKS [Spółdzielczy Klub Sportowy] Cracovia)
- 1973: КС Краковія (пол. KS Cracovia)
- 1997: МКС Краковія ССА (пол. MKS [Miejski Klub Sportowy] Cracovia SSA [Sportowa Spółka Akcyjna])

## Титули та досягнення
- Чемпіонат Галичини:
  - чемпіон (1): 1913
- Чемпіонат Польщі:
  - чемпіон (5): 1921, 1930, 1932, 1937, 1948
  - срібний призер (2): 1934, 1949
- Кубок Польщі:
  - володар (1): 2019/20
- Кубок Ліги Польщі:
  - фіналіст (1): 1952 (неофіційно)
- Суперкубок Польщі:
  - володар (1): 2020

Участь у євротурнірах:
- Кубок Інтертото:
  - 1 раунд: 2008
  - 3 місце у групі: 1983

## Склад команди
Станом на 25 лютого 2024
| №  | Поз. | Нац.               | Гравець              |
| -- | ---- | ------------------ | -------------------- |
| 2  | ЗХ   | Румунія            | Корнел Рипе          |
| 3  | ЗХ   | Данія              | Андреас Сковгор      |
| 4  | ЗХ   | Польща             | Павел Ярошинський    |
| 5  | ЗХ   | Румунія            | Вірджіл Гіце         |
| 6  | ПЗ   | Північна Македонія | Яні Атанасов         |
| 7  | НП   | Польща             | Патрик Макух         |
| 8  | ПЗ   | Данія              | Матіас Гебо          |
| 9  | НП   | Фінляндія          | Беньямін Кельман     |
| 10 | ПЗ   | Польща             | Міхал Ракоши         |
| 11 | ПЗ   | Данія              | Міккел Майгор        |
| 13 | ВР   | Польща             | Себастьян Мадейський |
| 15 | ЗХ   | Польща             | Каміль Глік          |
| 17 | ПЗ   | Польща             | Матеуш Бохнак        |
| 18 | ПЗ   | Японія             | Такуто Ошима         |
| 19 | ЗХ   | Ісландія           | Давід Олафссон       |

| №  | Поз. | Нац.       | Гравець                             |
| -- | ---- | ---------- | ----------------------------------- |
| 20 | ПЗ   | Польща     | Кароль Кнап                         |
| 21 | НП   | Польща     | Кацпер Шміглевський                 |
| 22 | ЗХ   | Фінляндія  | Артту Госконен                      |
| 24 | ЗХ   | Чехія      | Якуб Югас (капітан)                 |
| 25 | НП   | Грузія     | Отар Какабадзе                      |
| 30 | ВР   | Польща     | Адам Вілк                           |
| 31 | ВР   | Словаччина | Лукаш Грошшо                        |
| 33 | ЗХ   | Албанія    | Енео Бітрі (в оренді з «Волеренги») |
| 63 | ПЗ   | Польща     | Філіп Рузга                         |
| 72 | ПЗ   | Польща     | Бартломей Колец                     |
| 85 | ЗХ   | Чехія      | Давід Яблонський                    |
| 87 | ЗХ   | Польща     | Олівер Гила                         |
| 88 | ПЗ   | Польща     | Патрик Соколовський                 |
| 99 | НП   | Польща     | Шимон Доба                          |

## Відомі футболісти
- Людвік Гінтель (1916–1930)
- Мєчислав Бальцер (1916)
- Юзеф Калужа (1912–1931)
- Александер Нєзабитовскі (1928–1935)
- Валер'ян Кіселєвскі (1933–1935)
- Пйотр Свєрчевскі (2004–2005)
- Стефан Фриц (1911–1926)
- Юзеф Цішевскі (1920–1925, 1932–1934)
- Мар'ян Яблоньскі (1947–1950)
- Радослав Цєжняк (2012)

## Цікаві факти
На відкритті стадіону «Краковії» 31 березня 1912 року клуб зіграв з дружиною «Погонь» (Львів) (2:2).